# Renato Marsiglia
Renato Marsiglia (Rio Grande, 3 de junho de 1951) é um ex-árbitro de futebol brasileiro da FIFA.
Renato apitou os 2 jogos Finais da Copa do Brasil de Futebol de 1990.
Apitou as decisões da Copa do Brasil de 1993 e da Supercopa Libertadores de 1993.
Atuou na primeira partida das finais do Campeonato Brasileiro de 1993 entre Vitória e Palmeiras, em qual não sinalizou um pênalti escandaloso sobre o jogador Pichetti (número 11 do Vitória) quando o jogo ainda estava 0 x 0. Outro erro grave e decisivo em sua carreira aconteceu em um São Paulo 1 x 1 Corinthians no Campeonato Paulista de 1988, no qual ele validou gol de Biro-Biro em claro impedimento que contribuiu muito para levar o time de Parque São Jorge à final. Também atuou em duas partidas na Copa do Mundo FIFA de 1994, nos Estados Unidos. Entre 1998 e dezembro de 2018 foi comentarista esportivo da Rede Globo e dos canais SporTV.
Os dois jogos que Marsiglia arbitrou na Copa do Mundo FIFA-1994 foram:
- Bélgica 1 x 0 Países Baixos (Grupo F em 25 de junho de 1994- Citrus Bowl, Orlando); e,
- Suécia 3 x 1 Arábia Saudita (Oitavas-de-final em 3 de julho- Cotton Bowl, Dallas).

É autor do livro Por dentro da Copa, publicado pela Editora Tchê, onde Marsiglia narra os segredos do mundial de futebol de 1994.